# Język kedang
Język kedang – język austronezyjski używany na wyspie Lembata w indonezyjskiej prowincji Małe Wyspy Sundajskie Wschodnie. Według danych z 2008 r. posługuje się nim 30 tys. osób.
Jest blisko spokrewniony z językiem lamaholot, ale nie jest z nim wzajemnie zrozumiały. Sami użytkownicy określają swój język jako tutuq nanang wela, czyli „język górski, język wnętrza wyspy”.
Odnotowano pewne różnice regionalne; lokalnie wyróżnia się odmiany: hiba raba (z północnego wybrzeża) i beni hading (południowa). Dodatkowo mowa wsi Kalikur wykazuje wpływy języka lamaholot.
Badaniem języka i kultury Kedang zajmowali się Robert H. Barnes i Ursula B. Samely.
Aż do 1989 r. pozostawał praktycznie nieudokumentowany, starsze materiały ograniczały się do nieopublikowanych materiałów tekstowych i leksykalnych. Pod koniec XX w. powstały dwa opracowania gramatyczne (Fonologi, morfologi, dan sintaksis bahasa Kedang, 1989; Kedang: Some Aspects of Its Grammar, 1991), a w 2013 r. ukazał się słownik (A Dictionary of the Kedang Language) . Słownik z 2013 r. to jedna z nielicznych tego typu publikacji poświęconych językom wschodniej Indonezji.